# Aneuthetochorus bivestitus
Aneuthetochorus bivestitus är en skalbaggsart som först beskrevs av Martins 1962.  Aneuthetochorus bivestitus ingår i släktet Aneuthetochorus och familjen långhorningar. Inga underarter finns listade i Catalogue of Life.